# SpaceLiberty
Міжнародний інтернет-фестиваль незалежного кіно SpaceLiberty — щорічний онлайн-кінофестиваль, що є оглядовим майданчиком світового надбання та розвитку в галузі кіно. Фестиваль покликаний сприяти обміну творчим досвідом, пошукам спільної мови, нових ідей і візій, а також інтеграції світового кінематографа в єдиний процес, який би розкрив і збагатив кожного його учасника.
Директор заходу — Андрій Колодій.

## Історія
Кінофестиваль було організовано 2011 року кінопорталом «Арт-гауз. Домівка справжнього мистецтва».

## Журі
Дирекція Фестивалю формує міжнародне журі, яке оцінює фільми Офіційної конкурсної програми та працює відповідно до Регламенту Фестивалю.
Альтернативні конкурсні програми «ПозаФормат», «Movi[E]sioN» та «Рожевий ровер» оцінюються спеціально сформованими журі відповідно до програми.

## Умови

### Умови участі
Щоб стати учасником Фестивалю, слід подати заявку на участь у Фестивалі.
Заявку на участь у Фестивалі може подати будь-яка особа, що володіє правами авторства чи суміжними правами на подавану роботу.
У заявці на участь у Фестивалі Заявник зобов'язується вказати достовірні дані про себе та надати повну інформацію про подавану роботу.

### Порядок прийому робіт
На участь у Фестивалі приймаються роботи в категоріях:
- Художній фільм;
- Документальний фільм;
- Анімація;
- Експериментальний фільм;
- Музичний фільм (відео-кліп);
- ЛГБТ-фільм.

### Вимоги до робіт
Мова тексту, діалогів і титрів (якщо вони є) подаваних робіт повинна бути українською або російською. Якщо подавані роботи містять текст, діалоги та титри іншою мовою, то такі роботи також повинні обов'язково містити синхронний переклад або субтитри однією з двох мов: українською або російською.
Роботи повинні бути представлені в цифровому вигляді: викладені на відеохостингах Vimeo або YouTube.
Заявник також може надати додаткові матеріали: трейлери, тізери, постери, кадри з фільму, фотографії режисера, акторів та ін.
Заявник може подати заявку на участь у Фестивалі на необмежену кількість робіт.

## Нагороди
Призи Офіційної конкурсної програми
- Гран-Прі
- Приз за найкращий повнометражний фільм;
- Приз за найкращий короткометражний фільм;
- Приз за найкращий художній фільм;
- Приз за найкращий документальний фільм;
- Приз за найкращий анімаційний фільм (анімацію);
- Приз за найкращу режисуру;
- Приз за найкращий сценарій;
- Приз за найкращу операторську роботу;
- Приз за найкращу акторську роль.

Призи Альтернативних конкурсних програм
- Приз «ПозаФормат» за найкращий експериментальний фільм;
- Приз «Movi[E]sioN» за найкращий музичний фільм (відео-кліп);
- Приз «Рожевий ровер» за найкращий ЛГБТ-фільм.

Інші призи
- Спеціальний Приз журі за новаторський внесок у кіномову імені Юрія Іллєнка;
- Приз глядацьких симпатій.

## Дати проведення
- 1-й Міжнародний Інтернет Фестиваль Незалежного Кіна SpaceLiberty: 21 березня — 11 листопада 2011 року
- 2-й Міжнародний Інтернет Фестиваль Незалежного Кіна SpaceLiberty: ? — 12 грудня 2012 року

## Цікаві факти
- Спочатку логотипом фестивалю повинен був стати вітраж із зображенням мушлі. Цю ідею в останній момент довелося відкинути, оскільки вже існує схожа кінематографічна нагорода — «Золота мушля» та «Срібна мушля» — найвищі призи Міжнародного кінофестивалю в Сан-Себастьяні.
- Світлина, взята за основу для логотипу фестивалю, є частиною фотосету, жодним чином не пов'язаним із самим фестивалем.
- Автор низки світлин, використаних для оформлення офіційного сайту фестивалю, і самого логотипу фестивалю — Ірина Кащук.